# Коллинз, Кристин (спортсменка)
Кристин Смит-Коллинз (англ. Christine Smith-Collins; род. 9 сентября 1969, Дариен) — американская гребчиха, выступавшая за сборную США по академической гребле на всём протяжении 1990-х годов. Бронзовая призёрка летних Олимпийских игр в Сиднее, четырёхкратная чемпионка мира, победительница многих регат национального и международного значения.

## Биография
Кристин Коллинз родилась 9 сентября 1969 года в городе Дариен округа Фэрфилд, штат Коннектикут.
Заниматься академической греблей начала в 1987 году. Состояла в студенческой гребной команде во время обучения в Тринити-колледже.
Первого серьёзного успеха на взрослом международном уровне добилась в сезоне 1991 года, когда вошла в основной состав американской национальной сборной и побывала на чемпионате мира в Вене, откуда привезла награду бронзового достоинства, выигранную в распашных безрульных четвёрках лёгкого веса — пропустила вперёд экипажи из Китая и Великобритании.
В 1994 году в той же дисциплине одержала победу на домашнем мировом первенстве в Индианаполисе.
На чемпионатах мира 1995 года в Тампере и 1996 года в Стратклайде победила в лёгких безрульных двойках.
В 1998 году в парных двойках лёгкого веса выиграла золотую медаль на мировом первенстве в Кёльне, став таким образом четырёхкратной чемпионкой мира по академической гребле.
На чемпионате мира 1999 года в Сент-Катаринсе взяла серебро в лёгких парных двойках, уступив в решающем заезде спортсменкам из Румынии.
В 2000 году в парных двойках лёгкого веса получила серебро на этапе Кубка мира в Люцерне и благодаря череде удачных выступлений удостоилась права защищать честь страны на летних Олимпийских играх 2000 года в Сиднее. Вместе с напарницей Сарой Гарнер в лёгких парных двойках пришла к финишу третьей позади команд из Румынии и Германии — тем самым завоевала бронзовую олимпийскую медаль. Вскоре по окончании этих соревнований приняла решение завершить спортивную карьеру.